# Référendum grec de 1924
Le référendum grec du 13 avril 1924 est une consultation populaire organisée par le pouvoir révolutionnaire pour officialiser la mise en place de la Deuxième République hellénique le 25 mars précédent. 

## Contexte historique
Ce référendum suit la « Grande Catastrophe », autrement dit la défaite du royaume de Grèce lors de la guerre gréco-turque (1919-1922) face aux troupes de Mustafa Kemal, et l'expulsion des populations chrétiennes d'Asie mineure (Micrasiates) qu'elle a provoquée.
Après la tentative de coup d'État d'octobre 1923 organisée par les monarchistes grecs, le roi Georges II doit s'exiler en Roumanie avec sa famille. Des institutions provisoires sont mises en place en décembre et la Deuxième République hellénique est proclamée par le Parlement le 25 mars 1924.
Finalement, un référendum est organisé par les autorités le 13 avril 1924 afin de légitimer la décision de l'Assemblée. 

## Résultats
Sans surprise, la consultation populaire est un succès pour les républicains qui obtiennent 69,78 % des voix, parmi lesquelles celles de nombreux réfugiés originaires d'Anatolie. La monarchie ne reçoit quant à elle que le soutien de 30,02 % de l'électorat tandis que 0,02 % des votes sont considérés comme invalides.